# مبارك الجديدة
قرية مبارك الجديدة هي إحدى القرى التابعة لمركز محلة دمنة في محافظة الدقهلية في جمهورية مصر العربية. حسب إحصاءات سنة 2006، بلغ إجمالي السكان في مبارك الجديدة 1641 نسمة، منهم 810 رجل و831 امرأة.